# Relações exteriores da Polônia

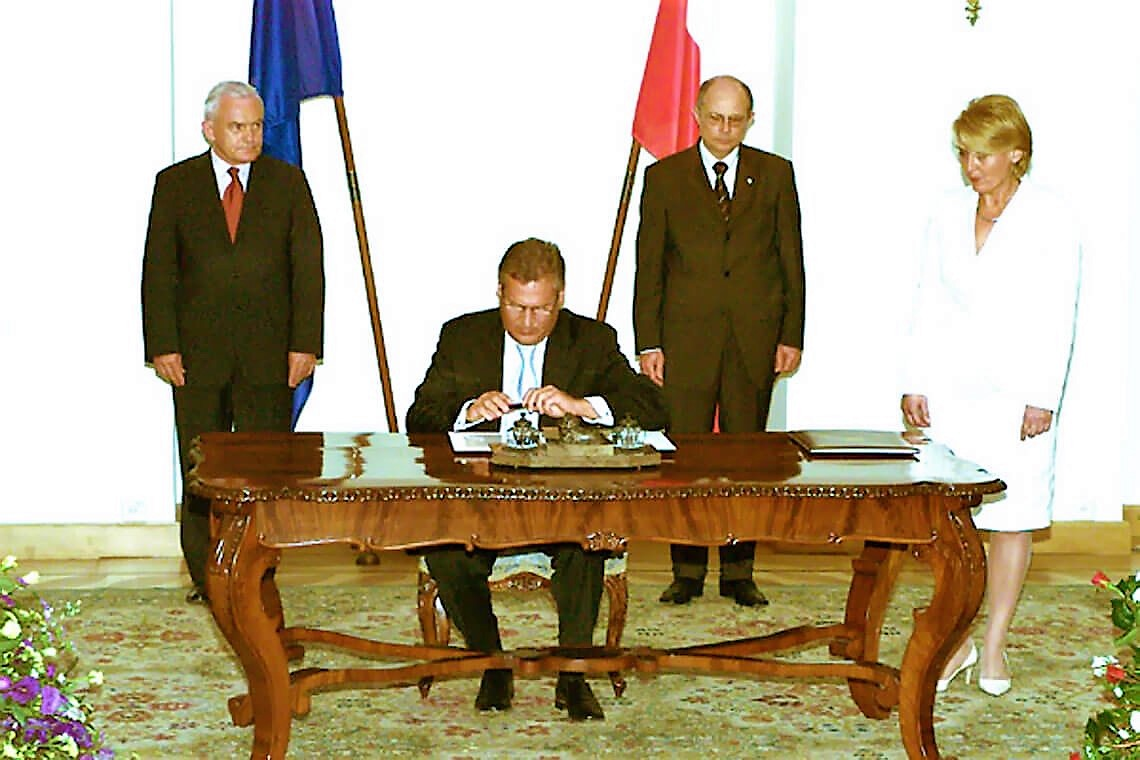
A assinatura do tratado de adesão da Polónia à União Europeia pelo presidente Aleksander Kwaśniewski.

As relações exteriores da Polônia são conduzidas pelo Conselho de Ministros. Como o representante do Estado nos assuntos externos, o Presidente da República coopera com o Primeiro-Ministro e o Ministro dos Negócios Estrangeiros sobre as questões de política externa.
O Ministro dos Negócios Estrangeiros coordena a política externa do governo polaco e goza de uma vasta gama de poderes nesta dimensão, que decorrem da lei polaca. Na qualidade de chefe da diplomacia - o principal instrumento da política externa -, o ministro é responsável pela manutenção das relações com outros Estados, com os interesses do Estado polaco e dos seus cidadãos, e cuida da imagem global da Polônia.

## Atualidade
A partir de 1989, a Polônia transformou com sucesso o seu sistema político, de um regime ditatorial comunista para uma democracia. Os princípios da ordem democrática, do Estado de direito, do respeito pelos direitos humanos e da solidariedade tornaram-se as bases do Estado. A Polônia tornou-se membro do Conselho da Europa, em 1991, da Organização Mundial do Comércio, em 1995, e da Organização para a Cooperação e Desenvolvimento Económico, em 1996. O sucesso da política externa polaca foi a adesão do país à Organização do Tratado do Atlântico Norte, em 1999, e à União Europeia, em 2004, seguindo-se à adesão ao Acordo de Schengen, em 2007.
A adesão da Polônia à União Europeia e à OTAN constituiu o mais forte determinante de sua posição nas relações internacionais e a orientação de sua política externa. De acordo com a Constituição de 1997, os objetivos da política externa da Polônia eram salvaguardar a soberania do Estado, sua segurança e a integridade de seu território. A OTAN foi a melhor opção para a Polônia desenvolver a política de segurança em cooperação com os Estados Unidos. A União Europeia, por outro lado, proporcionou os meios e as oportunidades para um rápido desenvolvimento geral do país.